# Allocosa illegalis
Allocosa illegalis là một loài nhện trong họ wolfspinnen (Lycosidae).
Loài này thuộc chi Allocosa. Allocosa illegalis được Embrik Strand miêu tả năm 1906.